# Episodi di Doogie Howser (prima stagione)
La prima stagione della serie televisiva Doogie Howser è stata trasmessa in anteprima negli Stati Uniti d'America dalla ABC tra il 19 settembre 1989 e il 2 maggio 1990.
| nº | Titolo originale                        | Titolo italiano | Prima TV USA      | Prima TV Italia |
| -- | --------------------------------------- | --------------- | ----------------- | --------------- |
| 1  | Pilot                                   |                 | 19 settembre 1989 |                 |
| 2  | The Ice Queen Cometh                    |                 | 20 settembre 1989 |                 |
| 3  | A Stitch Called Wanda                   |                 | 27 settembre 1989 |                 |
| 4  | Frisky Business                         |                 | 4 ottobre 1989    |                 |
| 5  | The Short Goodbye                       |                 | 11 ottobre 1989   |                 |
| 6  | Simply Irresistible                     |                 | 18 ottobre 1989   |                 |
| 7  | Vinnie Video Vici                       |                 | 25 ottobre 1989   |                 |
| 8  | Blood and Remembrance                   |                 | 1º novembre 1989  |                 |
| 9  | She Ain't Heavy, She's My Cousin        |                 | 8 novembre 1989   |                 |
| 10 | My Old Man and the Sea                  |                 | 15 novembre 1989  |                 |
| 11 | Tonight's the Night                     |                 | 22 novembre 1989  |                 |
| 12 | Every Dog Has His Doogie                |                 | 29 novembre 1989  |                 |
| 13 | Doogie the Red-Nosed Reindeer           |                 | 13 dicembre 1989  |                 |
| 14 | Greed Is Good                           |                 | 3 gennaio 1990    |                 |
| 15 | Attack of the Green-Eyed Monster        |                 | 10 gennaio 1990   |                 |
| 16 | It Ain't Over Till Mrs. Howser Sings    |                 | 17 gennaio 1990   |                 |
| 17 | Tough Guys Don't Teach                  |                 | 31 gennaio 1990   |                 |
| 18 | I Never Sold Shower Heads for My Father |                 | 7 febbraio 1990   |                 |
| 19 | Doogie's Awesome, Excellent Adventure   |                 | 14 febbraio 1990  |                 |
| 20 | Use a Slurpy, Go to Jail                |                 | 28 febbraio 1990  |                 |
| 21 | Whose Mid-Life Crisis Is It Anyway?     |                 | 14 marzo 1990     |                 |
| 22 | Vinnie's Blind Date                     |                 | 21 marzo 1990     |                 |
| 23 | And the Winner Is...                    |                 | 28 marzo 1990     |                 |
| 24 | Breaking Up Is Hard to Doogie           |                 | 4 aprile 1990     |                 |
| 25 | The Grass Ain't Always Greener          |                 | 25 aprile 1990    |                 |
| 26 | Frankly, My Dear, I Don't Give a Grand  |                 | 2 maggio 1990     |                 |